# Julián Ventura Valero
Julián Ventura Valero (Tampico, 15 de mayo de 1966) es un diplomático mexicano. Fue Subsecretario de Relaciones Exteriores desde el 1° de diciembre del 2018 y hasta el 1 de enero de 2021, Sherpa de México para el G20 y titular del Instituto Matías Romero. Se ha desempeñado, entre otros cargos, como Embajador de México en China y en el Reino Unido. Senior Advisor en Albright Stonebridge Group, parte de Dentons Global Advisors.
Ingresó al Servicio Exterior Mexicano en 1990. Ascendió al rango de Embajador en 2006.
En la Secretaría de Relaciones Exteriores ha ocupado diversos cargos. Fue Subsecretario para América del Norte (2009-2012); Director General para Asia Pacífico (2003-2007); Secretario Particular del Secretario de Relaciones Exteriores (2002-2003) y Secretario Particular del Subsecretario para África, Asia Pacífico, Europa, Medio Oriente y Naciones Unidas (2001-2002).
En el exterior se ha desempeñado como Embajador de México en el Reino Unido (2017-2018); Embajador de México en China (2013-2017); Jefe de Cancillería en la Embajada de México en Estados Unidos (2007-2009); Representante Alterno ante la Organización de los Estados Americanos (1998-2001); Encargado de Asuntos Políticos y Prensa en la Embajada de México en Cuba (1995-1998); y representante Alterno ante los Organismos Internacionales con sede en Viena, Austria (1990-1995). 
A lo largo de su carrera diplomática ha formado parte de delegaciones mexicanas ante diversas conferencias de Naciones Unidas, del Sistema Interamericano, del Foro de Cooperación Económica Asia-Pacífico (APEC), del Foro Mundial sobre Migración y Desarrollo (FMMD) y del G-20.
Es Licenciado en Historia por la Universidad de British Columbia (Vancouver, Canadá)

## Publicaciones
- “México en la Región Asia-Pacífico, Prioridad Ineludible”, Foreign Affairs en Español, México, volumen 7, núm. 1, enero-marzo de 2007.

Ver publicación (enlace roto disponible en Internet Archive; véase el historial, la primera versión y la última).
- “La política exterior de México en Asia-Pacífico en el período 2000-2006”, Revista Mexicana de Política Exterior, México, Instituto Matías Romero, núms. 79-80, junio de 2007.

Ver publicación
- China y Japón: Socios Estratégicos para México”, Laura Rubio Díaz Leal (coord.), China y Japón: modernización económica, cambio político y posicionamiento mundial, México, ITAM, Senado de la República, Editorial Porrúa, 2008.
- "Hacia una comunidad de Asia del Este: cooperación y competencia (con Jaime López-Aranda), Asia Pacífico 2007, Programa de Estudios APEC, Centro de Estudios de Asia y África, El Colegio de México, 2008.

- “Presente y futuro de México en América del Norte”, en Foreign Policy (edición mexicana), México, vol. 1, núm. 1, diciembre de 2011-enero de 2012.

- “Relaciones gubernamentales entre Canadá y México”, en Alex Bugailiskis y Andrés Rozental (eds.), Canadá entre las naciones 2011-2012. Canadá y México: La Agenda Pendiente, Canadá, Carleton University, 2012.

- Ver publicación
- "Relaciones económicas México-China: Una agenda de oportunidades", Julián Ventura y Rodirigo Meléndez Armada, Revista de Política Exterior, Instituto Matías Romero, Núm.108, septiembre-diciembre de 2016, México
- https://revistadigital.sre.gob.mx/images/stories/numeros/n108/venturamelendrez.pdf

### Artículos de opinión
- Todos los hombres de Xi. Reforma, 25.10.22. https://www.reforma.com/aplicacioneslibre/preacceso/articulo/default.aspx?__rval=1&urlredirect=https://www.reforma.com/todos-los-hombres-de-xi-2022-10-25/op236487?utm_source=elemento_web&utm_medium=email&utm_campaign=promocion_suscriptor&referer=--7d616165662f3a3a6262623b6770737a6778743b767a783a--
- Ucrania en Samarcanda. Reforma, 18.09.22 https://www.reforma.com/aplicacioneslibre/preacceso/articulo/default.aspx?__rval=1&urlredirect=/ucrania-en-samarcanda-2022-09-18/op234176?utm_source=elemento_web&utm_medium=email&utm_campaign=promocion_suscriptor
- OTAN: Unidad Transatlántica. Reforma, 04.07.22. https://www.reforma.com/aplicacioneslibre/preacceso/articulo/default.aspx?__rval=1&urlredirect=/otan-unidad-transatlantica-2022-07-04/op229559?utm_source=elemento_web&utm_medium=email&utm_campaign=promocion_suscriptor
- Sharbat Gula y la tragedia afgana. Revista Nexos, 04.12.21. https://www.nexos.com.mx/?p=63420
- What Biden, Trudeau and López Obrador can do for you. Dallas Morning News,  18.11.21.

https://www.dallasnews.com/opinion/commentary/2021/11/18/what-biden-trudeau-and-lopez-obrador-can-do-for-you/
- Los 20 en el 21. Reforma, 03.11.21.

 https://reforma.com/GfF8Or/los-20-en-el-21/
- Rumbo norteamericano. Reforma, 27.09.21.

 https://reforma.com/2L21er
- Afganistán y las potencias: primera radiografía.  Revista Nexos, 27.08.21.

https://www.nexos.com.mx/?p=60101
- Afganistán: Las vueltas del tiempo. Reforma, 17.08.21.

 https://reforma.com/ivpRbr
- Biden: seis meses. Reforma, 27.07.21.

 https://reforma.com/xOhCDr
- North America should use the USMCA trade agreement to leverage influence around the world. Dallas Morning News,  19.07.21.

https://www.dallasnews.com/opinion/commentary/2021/07/19/north-america-should-use-the-usmca-trade-agreement-to-leverage-influence-around-the-world/
- In Latin America, President Biden should play the long game. Dallas Morning News,  22.06.21.

https://www.dallasnews.com/opinion/commentary/2021/06/21/in-latin-america-president-biden-should-play-the-long-game/
- Las Pandemias del Porvenir. Reforma, 24.01.21.

https://reforma.com/1NW2Ar
- The road back to effective multilateralism: A view from Mexico. America’s Global Role: The View from Abroad. Chatham House. 09.02.21.

https://americas.chathamhouse.org/article/road-back-to-multilateralism-view-from-mexico/
- México en el G20: Solidaridad global para una recuperación inclusiva. El Universal, 24.11.20.

https://www.eluniversal.com.mx/opinion/julian-ventura/mexico-en-el-g20-solidaridad-global-para-una-recuperacion-inclusiva
- Cooperación en tiempos de crisis: México en el G20. Milenio, 30.03.20.

https://www.milenio.com/opinion/julian-ventura/columna-julian-ventura/cooperacion-en-tiempos-de-crisis-mexico-en-el-g20
- Mexico and Qatar: 45 years of friendship and collaboration. The Peninsula, 01.07.20.

https://www.thepeninsulaqatar.com/opinion/01/07/2020/Mexico-and-Qatar-45-years-of-friendship-and-collaboration
- La diversificación inteligente de la presencia global de México. Excelsior, 03.12.19.

https://www.excelsior.com.mx/opinion/columnista-invitado-nacional/la-diversificacion-inteligente-de-la-presencia-global-de-mexico
- Alianza transpacífica. Reforma, 20.11.19.

https://reforma.com/ILq0V2NMMMfr
- México e India: Mirando hacia el futuro. El Universal, 08.10.19.

https://www.eluniversal.com.mx/opinion/julian-ventura/mexico-e-india-mirando-hacia-el-futuro
- Mexico and Ethiopia: Building upon 70 years of friendship. The Reporter, 05.10.19.

https://www.thereporterethiopia.com/article/mexico-and-ethiopia-building-upon-70-years-friendship
- Alcance global. Reforma, 12.09.19.

https://reforma.com/zVVDppD0kyXr
- Mexico and Ghana working together for stronger relationship. GhanaWeb, 21.08.19.

https://www.ghanaweb.com/GhanaHomePage/NewsArchive/Mexico-and-Ghana-working-together-for-stronger-relationship-773874
- México en África: abriendo nuevos espacios de oportunidad. La Razón, 19.08.19

https://www.razon.com.mx/archivo/sin-categoria/mexico-en-africa-abriendo-nuevos-espacios-de-oportunidad/
- México y Reino Unido: Una firme asociación en un contexto global cambiante. El Universal, 08.08.19.

https://www.eluniversal.com.mx/julian-ventura/mexico-y-reino-unido-una-firme-asociacion-en-un-contexto-global-cambiante
- La nueva agenda de México en Beijing. El Universal, 30.06.19.

https://www.eluniversal.com.mx/articulo/julian-ventura/nacion/la-nueva-agenda-de-mexico-en-beijing
- México, G20 e inclusión social. Reforma, 27.06.19.

https://reforma.com/7JyDJThm2jmr
- México, China y una agenda económica de oportunidades. El Universal, 12.05.19.

https://www.eluniversal.com.mx/articulo/julian-ventura/nacion/mexico-china-y-una-agenda-economica-de-oportunidades
- México y Alemania, renovando su alianza para el futuro. El Universal, 03.05.19.

https://www.eluniversal.com.mx/columna/julian-ventura/nacion/mexico-y-alemania-renovando-su-alianza-para-el-futuro
- La promoción económica: al centro de la política exterior. El Financiero, 21.03.19.

https://www.elfinanciero.com.mx/opinion/colaborador-invitado/la-promocion-economica-al-centro-de-la-politica-exterior/
- MIKTA: cooperación y desarrollo. Reforma, 08.02.19.

https://reforma.com/MrkukjdoqGfr
- 45 años de Relaciones Diplomáticas entre México y China. China Hoy, 24.03.17.

https://almomento.mx/45-anos-relaciones-diplomaticas-mexico-china/
- México y la economía mundial del siglo XXI. Excelsior, 16.05.16

https://www.excelsior.com.mx/opinion/mexico-global/2016/05/16/1092843
- México: Plataforma de acercamiento entre China y América Latina y el Caribe, El Financiero, 14.10.15.

https://www.elfinanciero.com.mx/opinion/julian-ventura/mexico-plataforma-de-acercamiento-entre-china-y-america-latina-y-el-caribe/
- China, destino estratégico para productos del campo mexicano. Milenio, 20.09.15.

https://www.milenio.com/opinion/julian-ventura/columna-julian-ventura/china-destino-estrategico-productos-campo-mexicano
- México y China de cara al futuro. Excelsior, 10.11.14.

https://www.google.com/url?client=internal-element-cse&cx=012394942619524936727:aqmfejabqhs&q=https://www.excelsior.com.mx/opinion/mexico-global/2014/11/10/991531&sa=U&ved=2ahUKEwiC797o4eDwAhVTVc0KHRPIDDc4KBAWMAR6BAgNEAI&usg=AOvVaw115m4ZEHgfj7QzIe-y91An